# Schloss Geyern

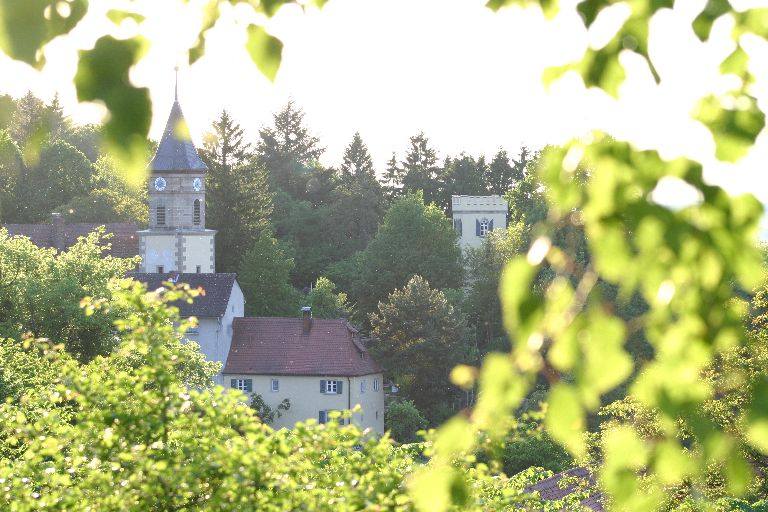
Schloss Geyern

Schloss Geyern ist ein Schloss der Schenken von Geyern in Geyern, einem Gemeindeteil der Gemeinde Bergen im mittelfränkischen Landkreis Weißenburg-Gunzenhausen.

## Geschichte
Vorläufer des Schlosses war die Burg Geyern, deren Entstehung nach der Form der Anlage in das 12. oder 13. Jahrhundert datiert wird. Die Schenken von Geyern nannten sich damals Herren von Hofstetten. Sie waren Ministeriale der Eichstätter Bischöfe. Die Burg wurde 1260 bei einem Streit zwischen den Reichserbmarschällen von Pappenheim und den bayerischen Herzögen erobert und darauf von den Wittelsbachern nicht wieder zurückgegeben und verfiel. Die Herren von Hofstetten zogen daher in eine zweite Burg im Ortsgebiet um. Auf deren Resten wurde später ein Schloss, die Burganlage Geyern errichtet. Der Markgraf zu Ansbach war ab 1594 Mitbesitzer des Areals, als seine Lehnsnehmer setzte er (im Kondominium mit den Schenken) die mit diesen verwandten Herren von Ehenheim ein.
Im Geographischen statistisch-topographischen Lexikon von Franken (1800) wird der Zustand des Ortes folgendermaßen beschrieben:

„Geyern, (Gyern,) Filialkirchdorf mit 10 Ansbachischen Unterthanen und einem fremdherrischen. Hier ist ein Schloß, das wieder in 3 besondere Schlößer oder Kemnaten getheilt ist. Ein Theil ist Ansbachisch, zwey gehören der freyherrlichen Familie von Schenk. Der Ansbachische Theil wurde 1757 abgebrochen und an dessen Stelle ein Beamtenhaus erbauet. Von der einen Schenkischen ist dermalen nur noch der Rest einer Mauer und eines Thurms zu sehen, die andere aber, welche dem Hochstifte Eichstätt zu Lehen gehet, steht noch jetzt in ihrer alten Verfassung.“

Das Schloss wurde auf den Grundmauern des markgräflichen Amtshauses von 1756 um 1870/75 in neugotischen Formen gestaltet. Das Gebäude befindet sich bis heute im Besitz der Nachkommen der Schenken von Geyern.

## Baubeschreibung
- Zweigeschossiger Walmdachbau in neugotischen Formen, mit vier Ecktürmen und zinnenbekröntem Mittelturm, um 1870/75, im Kern Amtshaus von 1756; erhaltene Teile des Bergfrieds der mittelalterlichen Burg; Brücke, 18./19. Jahrhundert
- Gartenanlage, 19. Jahrhundert
- Friedhof, wohl 19. Jahrhundert, von Geyernsches Erbbegräbnis mit gusseisernem Gedenkkreuz für Ludwig Freiherr Schenk von Geyern, um 1920[3]